# Бай, Борис Иванович
Бай Борис Иванович (1878, г. Староконстантинов Волынской губернии — июль 1942, Уфа) — архитектор, председатель правления Союза архитекторов (1935—1936).

## Биография
Бай Борис Иванович родился в 1878 году в г. Староконстантинов Волынской губернии.
В 1923 году окончил Институт гражданских инженеров в Санкт Петербурге. После окончания института работал архитектором проектной мастерской профессора А. И. Дитриха.
В 1915—1928 годах работал на Украине. С 1929 года — в мастерской А. В. Щусева на строительстве Мавзолея В. И. Ленина. С 1930 года Б. Бай — начальник архитектурного отдела «Облпроектстройобъединения» в г. Иваново.
С 1933 года работает в строительной конторы Уфимского гор. коммунального хозяйства, с 1937 года старший архитектор проектного бюро уполномоченного ВЦИК (г. Кисловодск), с 1938 года — главный архитектор Министерства лесного хозяйства БАССР и руководитель архитектурной группы треста «Башпроект».
В 1935—1936 годах Б.Бай — председатель правления Союза архитекторов.
Бай Борис Иванович — автор проекта реконструкции Дворца Труда и Искусств (1928—1935; . Аксаковский народный дом). Участвовал в разработке генерального плана г. Стерлитамак (1938). Один из основателей Союза архитекторов БАССР.
Арестован 12 февраля 1942 года. Обвинен по статье 58-10. Приговор: к лишению свободы на 5 лет. Реабилитирован 17 сентября 1989 года.